# Beth Ditto

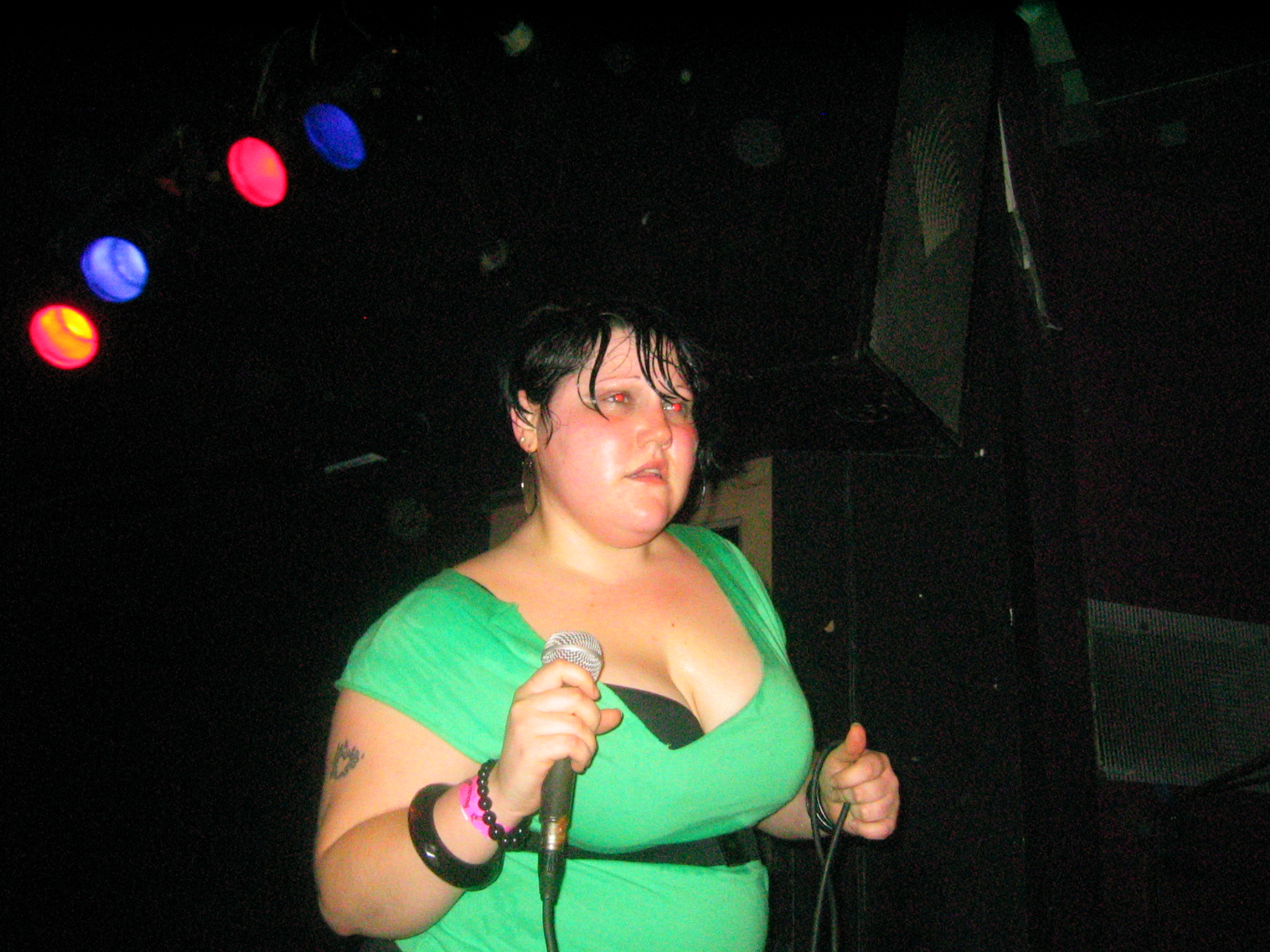
Beth Ditto a la Knitting Factory el 26 de març de 2006 a Manhattan.

Beth Ditto de nom complet Mary Beth Patterson (Searcy, Arkansas, 19 de febrer de 1981), és una cantant estatunidenca coneguda pel seu treball a la banda The Gossip i pels seus comentaris feministes i a favor dels drets dels LGBT.

## Discografia

### Àlbums
- That's Not What I Heard (2001)
- Movement (2003)[4]
- Standing in the Way of Control (2006)

### EP
- The Gossip (1999)
- Arkansas Heat (2002)
- Real Damage (2005)
- GSSP RMX (2006)

### Àlbums en directe
- Undead in NYC (2003)

### Singles
- Standing in the Way of Control - (2005)
- Listen Up! - (2006)

## Premis
- 2006 - NME - Coolest Person In Rock
- 2007 - NME Awards - Sexiest Woman Of The Year – (nominada)
- 2008 - Glamour Awards - International Artist Of The Year